# 孿斑黛眼蝶
孿斑黛眼蝶（學名：Lethe gemina），又名阿里山褐蔭蝶、山地竹眼蝶。

## 描述
本種為中型眼蝶，雌雄外型相似，雌蝶翅幅較寬、翅面外半較淡。體背橙褐色，腹面白色。頭黑褐色，額中央有橙色毛叢、白邊。觸角黑褐，具乳白色紋，末端裸露。複眼被毛，後緣白色。口器褐色，下唇鬚白、腹面有黑褐條紋。
胸背褐泛赭黃，腹面白色。足基部白、外端赭黃並具黑褐條紋。雄蝶前足白、密被毛、刷狀，跗節退化呈刺狀；雌蝶前足正常、有刺、疏被毛、跗節分節。
前翅長26-32 mm，外型近三角形，翅頂略鈍，後緣略凸；後翅卵形，外緣微波。翅背面底色橙褐，外側色較淡，前翅M1室有一小黑眼紋，後翅Rs、M1、M3及CuA1室各有一黑眼紋，有時CuA2室也具小眼紋。外緣有橙色細帶，亞外緣有黑褐帶紋，前翅內側具波浪狀深色帶紋。
翅腹面橙褐，前翅M1室與後翅Rs與CuA1室有眼紋。外緣有橙色細帶，內緣鑲紫色線。前、後翅中室端各有一條紅褐短線。中央有紅褐波浪狀線紋橫貫翅面。緣毛為黑褐色。

## 分佈
分布於印度東北部至中南半島北部，中國華西至華東、海南及臺灣，臺灣主要見於本島中海拔山區。

## 棲地
棲息於常綠闊葉林與箭竹林，可能一年一代。成蝶活動於林緣及箭竹林，飛行靈活敏捷。雌蝶將卵沿寄主植物葉背中脈排成一列，幼蟲群居，全年活動，冬季亦持續取食。寄主為禾本科的玉山箭竹、臺灣矢竹及芒等。